# Chris Pontius

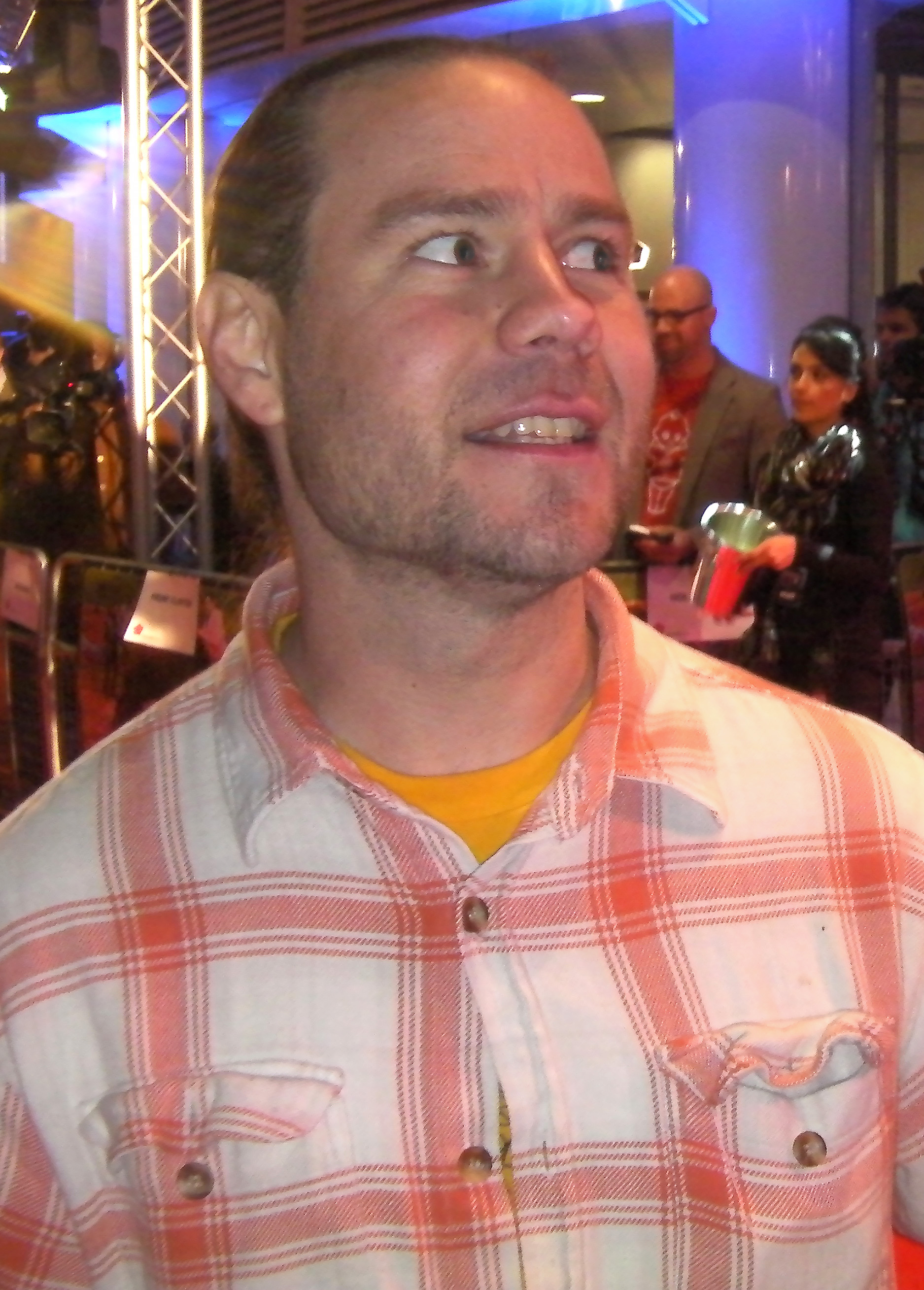
Chris Pontius (2010)

Christopher Andrew „Chris“ Pontius (* 16. Juli 1974 in Pasadena, Kalifornien) ist ein US-amerikanischer Stuntman und Schauspieler. Bekanntheit erlangte er durch seine Auftritte in der TV-Serie Jackass und deren Filmableger, sowie der MTV-Serie Wildboyz, wo er neben Steve-O einer der Hauptdarsteller ist. In seinen Rollen tritt er häufig durch Nacktszenen und Stunts in Erscheinung.

## Künstlernamen
Chris Pontius ist in den Serien Jackass und Wildboyz auch durch die Rollen des Party Boy, Bunny the Lifeguard, Chief Roberts, Pontius the Barbarian, Garbage Man, Metro Bunny, American Werwolf, Emu Hunter, Mr. America, Satan, Playgirl Pontius, Holländischer Chris, Captain America, Roller Bobby, Night Monkey, Panda, Chico Fiesta, Chica Fiesta und Bear Johnson alias The Alaskan Porn Sensation bekannt geworden.

## Privatleben
Früher wohnte er mehrere Jahre lang in seinem Truck und zog mit ihm von Freund zu Freund. Oft tourte er mit seinem engen Kollegen Steve-O durch die Städte. Heute besitzt Pontius ein Haus, in dem er mit seiner Frau Claire Nolan zusammen wohnte. Wie die meisten Jackass-Mitglieder ist auch er begeisterter Skateboarder und zudem Vegetarier. Seit 2009 lebt er getrennt von Claire Nolan, die Scheidung folgte im März 2011.

## Wildboyz
Nach dem Ende des umstrittenen MTV-Serienformates Jackass starteten Pontius und Steve-O bei ebendiesem Sender die Serie Wildboyz, in der sich die beiden auf Weltreise begeben. In den unterschiedlichsten Ländern versuchen sie, sich mit Stunts zu überbieten, die meist komisch oder ekelhaft, vor allem aber immer gefährlich und komplett verrückt sind. Einen nicht unerheblichen Anteil haben dabei diverse Tierarten, die normalerweise nicht für Stunts verwendet werden. Auch ihre ehemaligen Gefährten Johnny Knoxville und Wee Man haben in der Serie vereinzelt Gastauftritte.

## Filmographie
- 2000: CKY3
- 2000–2002: Jackass (TV)
- 2002: Jackass: The Movie
- 2003: 3 Engel für Charlie – Volle Power
- 2006: What We Do Is Secret
- 2006: Jackass: Nummer Zwei
- 2006: The Dudesons Movie
- 2003–2004: Wildboyz (TV)
- 2007: National Lampoon's TV: The Movie
- 2007: Jackass 2.5
- 2010: Jackass 3D
- 2010: Somewhere
- 2011: Jackass 3.5
- 2017: Action Point
- 2018: Game Over, Man!
- 2022: Jackass Forever
- 2022: Jackass 4.5